# 汉斯·施图尔姆
汉斯·施图尔姆（德語：Hans Sturm，1935年9月3日—2007年6月24日），德国男子足球运动员，场上位置是中场。他曾代表西德参加1958年和1962年国际足联世界杯，其中1958年世界杯获得第四名。